# Tristan Lane
Tristan Lane (6 maggio 1998) è uno sciatore alpino statunitense.

## Biografia
Specialista delle prove veloci originario di Aspen e attivo dal dicembre del 2014, in Nor-Am Cup Lane ha esordito il 30 novembre 2015 a Copper Mountain in slalom gigante, senza completare la prova, e ha conquistato la prima vittoria, nonché primo podio, il 7 gennaio 2023 a Burke Mountain in supergigante; ha debuttato in Coppa del Mondo il 18 febbraio 2024 a Kvitfjell nella medesima specialità (50º). Non ha preso parte a rassegne olimpiche o iridate.

## Palmarès

### Nor-Am Cup
- Miglior piazzamento in classifica generale: 13º nel 2023
- 3 podi:
  - 1 vittoria
  - 2 terzi posti

#### Nor-Am Cup - vittorie
| Data           | Località       | Paese       | Specialità |
| -------------- | -------------- | ----------- | ---------- |
| 7 gennaio 2023 | Burke Mountain | Stati Uniti | SG         |

Legenda:

SG = supergigante

### South American Cup
- Miglior piazzamento in classifica generale: 9º nel 2024
- Vincitore della classifica di supergigante nel 2024 e nel 2025
- 4 podi:
  - 2 vittorie
  - 2 secondi posti

#### South American - vittorie
| Data              | Località | Paese | Specialità |
| ----------------- | -------- | ----- | ---------- |
| 29 settembre 2023 | Corralco | Cile  | SG         |
| 27 settembre 2024 | Corralco | Cile  | SG         |

Legenda:

SG = supergigante